# HidroAysén
Koordinaten: 45° 34′ 0″ S, 72° 4′ 0″ W

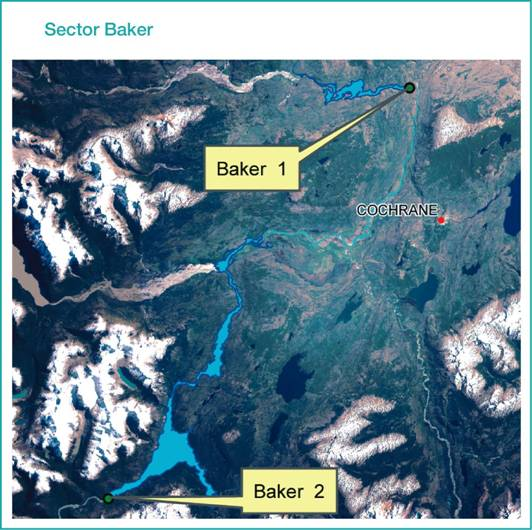
Standort der Baker-Staudämme

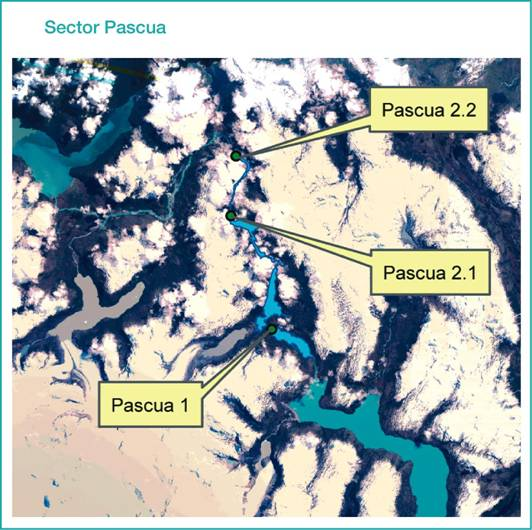
Standort der Pascua-Staudämme

HidroAysén ist ein geplantes Staudammprojekt mit fünf Stauseen und mit fünf Wasserkraftwerken in Chiles Region Aysén, davon zwei am Río Baker und drei am Pascua. Die geflutete Fläche würde bis zu 59 km² groß werden. Das Projekt ist bei Umweltschützern und Anwohnern umstritten. Es werden Auswirkungen auf den Nationalpark Laguna San Rafael und weitere Nationalparks befürchtet.
Die geplante elektrische Leistung beträgt in der Summe 2750 Megawatt und die durchschnittliche jährliche Energieproduktion 18.430 GWh. Die Investitionskosten werden auf 3,2 Milliarden US-Dollar (oder 1,5 Billionen Chilenische Pesos) geschätzt, womit es das größte Energieversorgungsprojekt in der chilenischen Geschichte wäre. Das Projekt würde 20 % des Energiebedarfs in Chile decken.
Der Strom soll mit einer Hochspannungsleitung nach Santiago de Chile und zu den Bergwerken im Norden Chiles geleitet werden.
HidroAysén gehört einem Gemeinschaftsunternehmen von Endesa (einer Tochter der italienischen Enel) zu 51 % und Colbún S.A. zu 49 %.
Anfang Juni 2014 wurde das Projekt von der chilenischen Regierung wegen der Proteste und verschiedener Mängel gestoppt. Gegen die Entscheidung kann Berufung eingelegt werden.

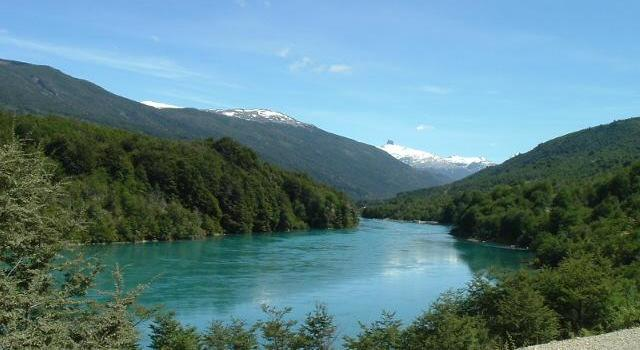
Der Rio Baker
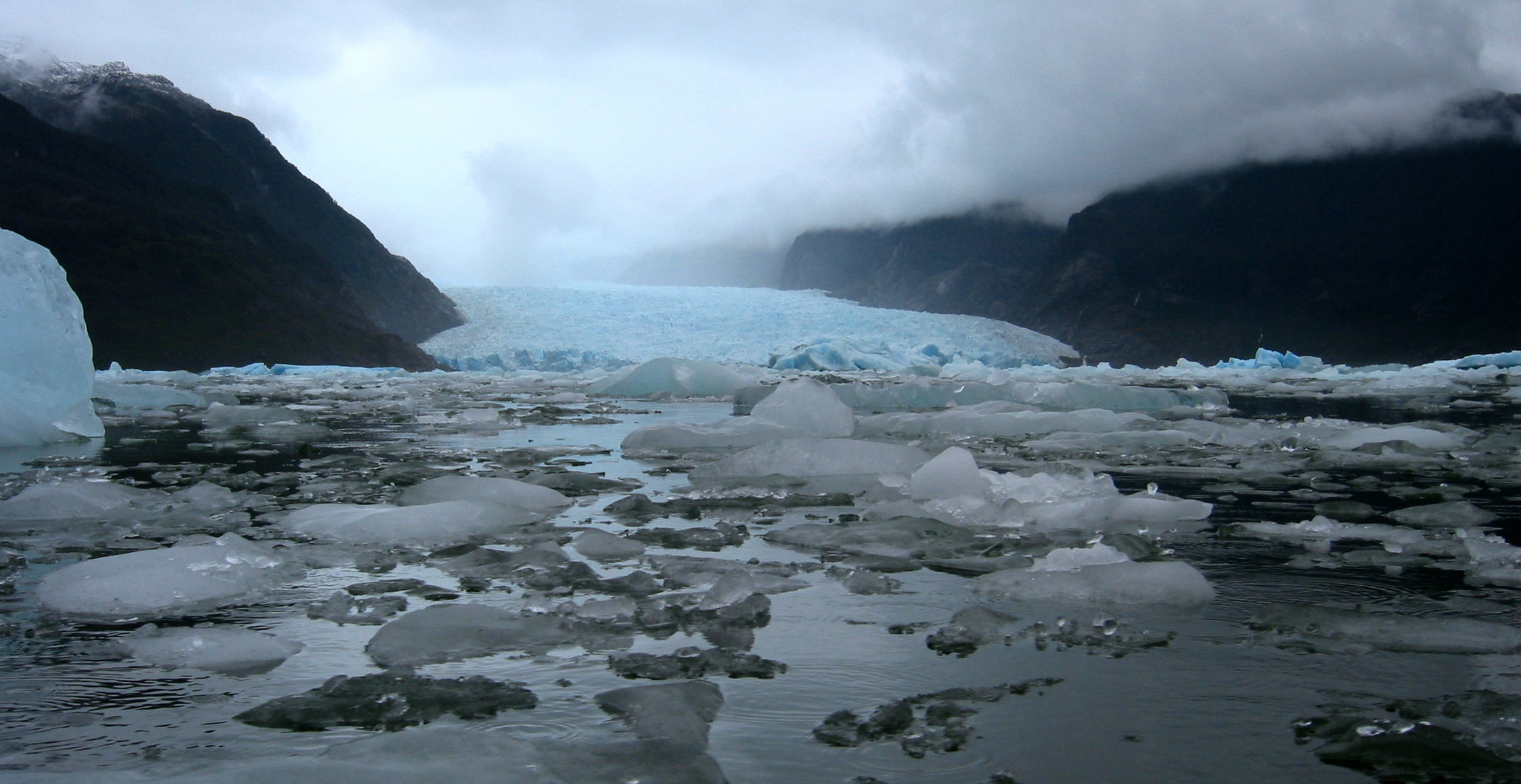
Die San-Rafael-Lagune ist die Hauptattraktion des Nationalpark Laguna San Rafael
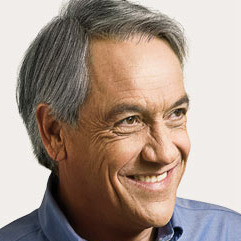
Der ehemalige Präsident Piñera war ein Befürworter des Projekts.
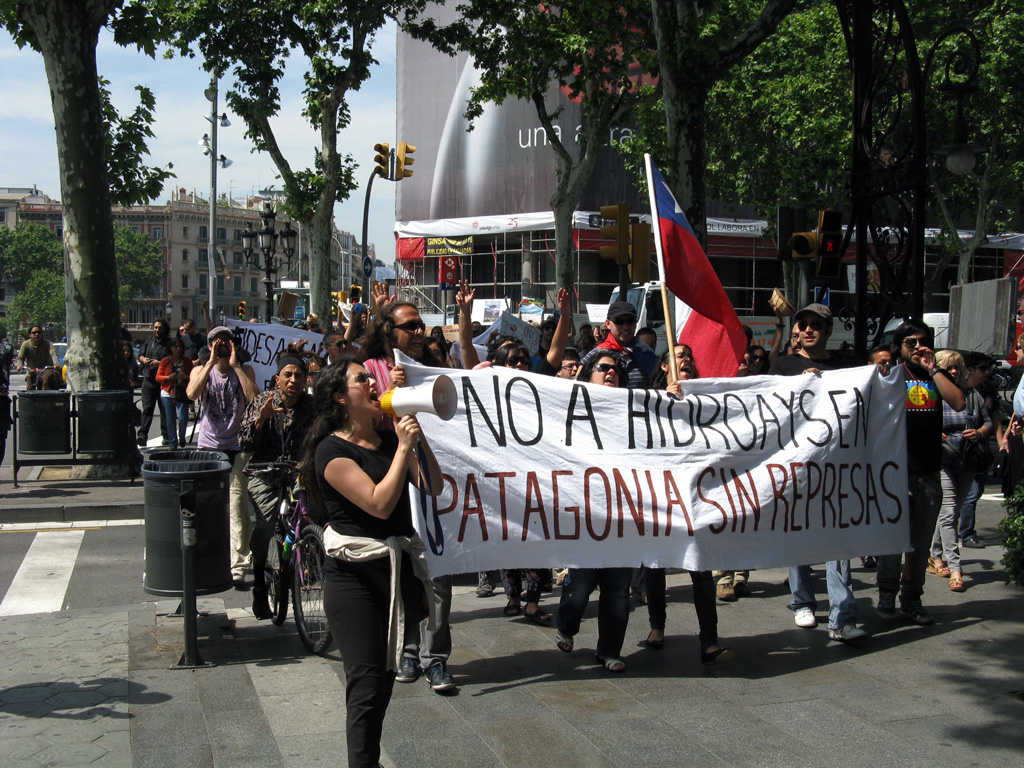
Ein Protest gegen HidroAysen in Barcelona, Spanien. Auf dem Banner steht „No HydroAysén, dam free Patagonia“, der Slogan der Opposition.

## Film
Im Jahr 2010 wurde der Dokumentarfilm 180 Degrees South: Conquerors of the Useless herausgebracht, der die Reise von Jeff Johnson 2007 von Kalifornien bis zum Corcovado-Vulkan im chilenischen Teil Patagoniens erzählt. Im Film sind Demonstrationen der Bewohner Patagoniens gegen das Dammbau-Projekt am Río Baker zu sehen.